# Казахстанско-китайская граница
Казахстанско-китайская государственная граница (каз. Қазақстан-Қытай мемлекеттік шекарасы; кит. трад. 中哈邊界, упр. 中哈边界, пиньинь Zhōng-Hā biānjiè) — современная государственная граница между Республикой Казахстан и Китаем, которая почти идентична границе между Казахской ССР и Китаем. Общая протяжённость границы составляет 1782,75 км.

## География

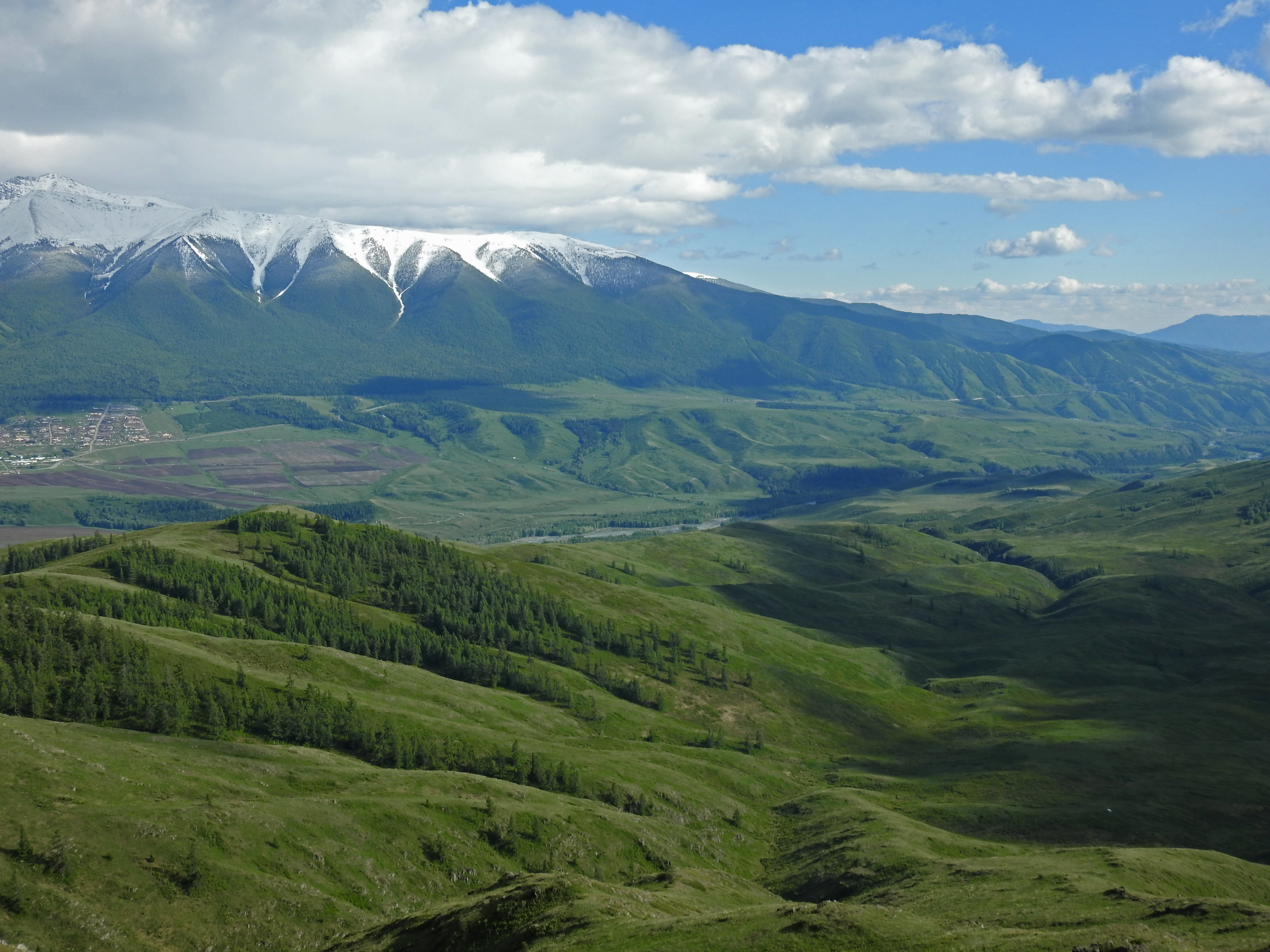
Вид на пограничную реку Ак-Каба со стороны Казахстана

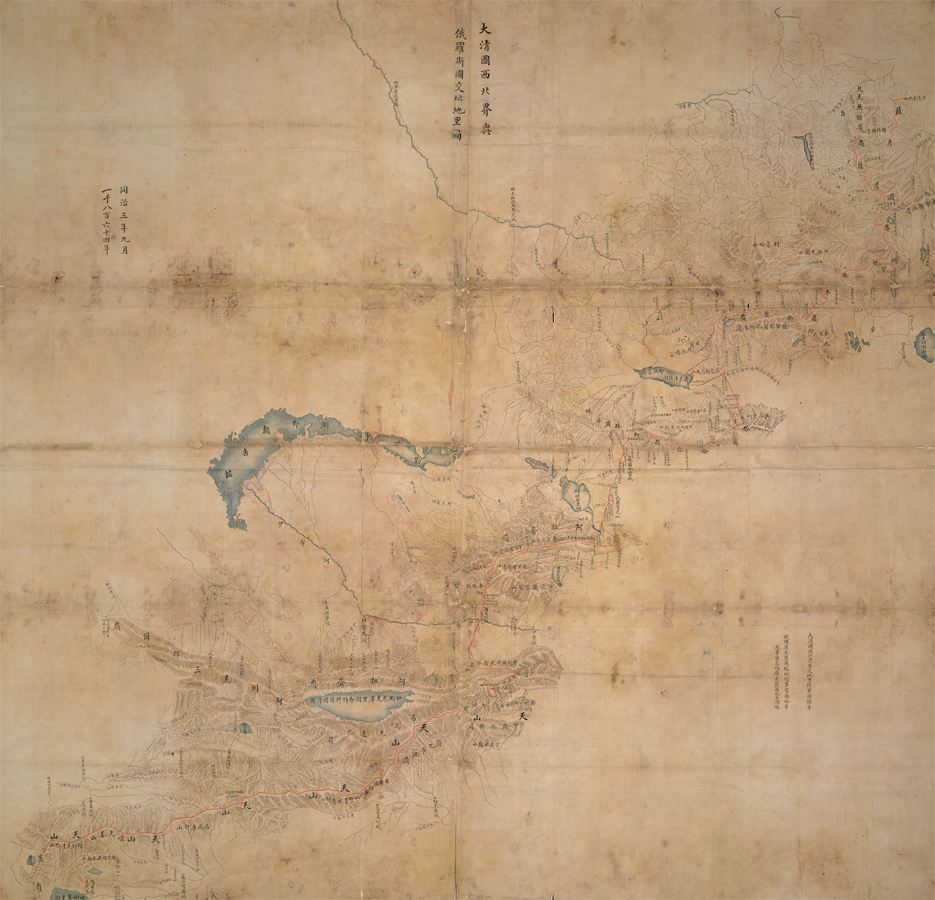
Граница между Российской империей и Китаем согласно Чугучакскому протоколу от 1864 года

Границы между Казахстаном и Китаем берут своё начало с XIX века, когда Российская империя установила свой контроль в районе озера Зайсан. Границы между Российской империей и Империей Цин были определены Пекинским трактатом 1860 года, а также были дополнены Чугучакским протоколом и Договором об Илийском крае в 1864 и 1881 годах соответственно.

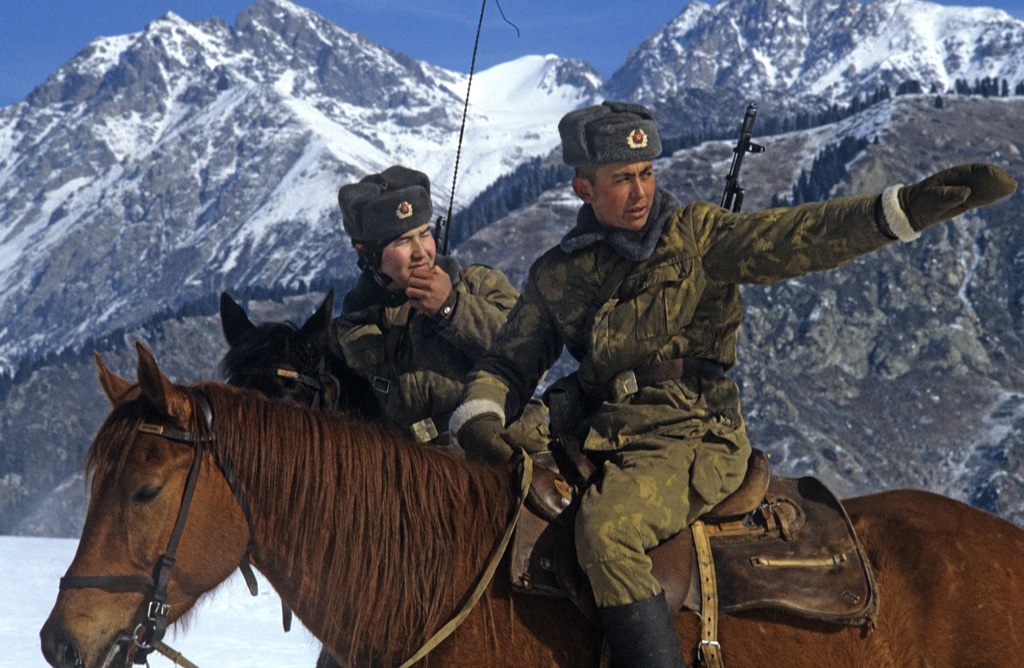
Советские пограничники, патрулирующие советско-китайскую границу недалеко от Хоргоса, 1984 год

В советское время между властями двух стран продолжались споры касательно линий границы между СССР и КНР. Периодически эти споры выливались в вооружённые конфликты, одним из крупнейших из которых был конфликт у озера Жаланашколь в августе 1969 года.
После обретения Казахстаном независимости было подписано Соглашение между Казахстаном и Китаем о казахстанско-китайской государственной границе от 26 апреля 1994 года. Согласно этому документу территория к востоку от озера Жаланашколь признаётся территорией Китая.
Позднее принимались и другие, менее значительные документы, которые вносили небольшие изменения в границы между странами.
Общая протяжённость линии государственной границы составляет 1782,75 км, в том числе: сухопутной границы — 1215,86 км, водной — 566,89 км

## Пограничные регионы
Регионы Казахстана, граничащие с Китаем:
- Абайская область
- Алматинская область
- Восточно-Казахстанская область
- Жетысуская область

 Регион Китая, граничащий с Казахстаном:
- Синьцзян-Уйгурский автономный район

## Пропускные пункты
|  |

|  |

|  |

|  |

|  |

- Майкапчагай
- Нурлы жол (пункт пропуска)
- Хоргос — Международный центр приграничного сотрудничества (МЦПС) для беспошлинной торговли между Китаем и Казахстаном.
- Достык (Алакольский район)[3][4]